# 池田香織
池田 香織（いけだ かおり、1984年〈昭和59年〉2月27日 - ）は、東京都出身の日本の女優。ラジオパーソナリティーとしても活動している。2011年に、芸名を池田香織から池田嘩百哩へ改名したが、2015年に現芸名の池田香織へ戻す。ミッシングピース所属。

## 人物・来歴
- 身長：163cm[2]
- 血液型：O型[2]
- 趣味：読書、カメラ、ヒップホップダンス、バドミントン[2]

## 出演

### テレビドラマ
- 天国への応援歌 チアーズ〜チアリーディングに懸けた青春〜（2004年4月3日、日本テレビ）[3]
- 特捜戦隊デカレンジャー 第42・43話（2004年、テレビ朝日） - 戸増美和 役
- 世にも奇妙な物語 〜2005春の特別編〜「美女缶」（2005年、フジテレビ） - 美女 役
- スローダンス（2005年、フジテレビ） - 小倉早苗 役
- 浅見光彦シリーズ22 佐用姫伝説殺人事件（2006年、TBS）
- ハケンの品格 第8・10話（2007年、日本テレビ） - 派遣社員 役
- ハッピィボーイズ 第7・8話（2007年、テレビ東京） - 栗原愛 役
- 土曜ワイド劇場 年末特別企画「終着駅の牛尾刑事VS事件記者・冴子8 致死海流」（2008年、テレビ朝日）
- 月曜ゴールデン「万引きGメン・二階堂雪18 緊急遺言」（2009年、TBS） - 工藤沙織 役
- FILM FACTORY（2009年、テレビ東京）
- ギネ 産婦人科の女たち（2010年10月 - 12月、日本テレビ）
- LADY〜最後の犯罪プロファイル〜 Episode3（2011年1月21日、TBS） - マミ 役
- 黄昏流星群 〜C-46星雲〜（2011年2月20日、フジテレビ） - 山崎マリコ 役
- シマシマ 第1話（2011年4月22日、TBS） - エリカ 役
- ヤング ブラック・ジャック（2011年4月23日、日本テレビ） - 看護師 役
- 終戦記念スペシャルドラマ「この世界の片隅に」（2011年8月5日、日本テレビ）
- 女くどき飯 Season2（2016年1月 - 3月、MBS/TBS） - 準レギュラー
- こだわりナビ（2017年4月 - 、テレビ朝日） - レギュラー
- The Benza Series 1（2019年4月)、Amazonプライム・ビデオ） - Kaori 役
- トップリーグ（2019年10月 - 11月、WOWOW） - 岩館真央 役
- 相棒 season19（2020年、テレビ朝日） ‐ 白河瑞江 役
- Benza English（2020年、Amazonプライム・ビデオ） ‐ Kaori 役
- The Benza Series 2（2021年、Amazonプライム・ビデオ） - Kaori 役
- TOKYO VICE 第2話 - 第5話（2022年4月 - 、HBO Max / WOWOW） - 晶子 役
- 17才の帝国 第2話（2022年5月14日、NHK総合）

### 映画
- ベルナのしっぽ（監督：山口晃二、2006年）
- Presents〜合い鍵〜（監督：日向朝子、2006年） - 学生カップル 女 役
- Little DJ〜小さな恋の物語（監督：永田琴、2007年） - 中嶋洋子 役
- けむりの街の、より善き未来は（監督：藤井道人、2012年）
- 桐生人（監督：Yuki Saitou、2012年）桐生映画祭特別上映作品
- 浮かび上がる（監督：山田智和、2012年公開）
- カナタ、遠く（監督：藤井道人、2012年11月5日公開）
- 全力家族（監督：原廣利、2013年3月9日公開）第三回池袋映画祭グランプリ
- Falling Slowly（監督：萩原健太郎、2013年6月29日公開）
- ドキュメント（監督：奥野崇、2013年6月公開）
- 上を向いて（監督：落合賢、2013年11月2日公開）
- 名もなき一篇（監督：藤井道人、2014年10月4日公開）
- 私の窓、君の空（監督：沖田光、2015年3月公開）
- ちばものがたり（監督：澤口明宏、製作・配給：ちば未来夢、2015年4月15日公開）
- 私、糖尿病ですって!（監督：澤口明宏、配給：武蔵野エンタテインメント、2015年7月4日公開）
- 7s（監督：藤井道人）配給：ビーズインターナショナル、2015年11月7日公開）
- 美女捨山（監督：竹重洋平）2016年ゆうばりファンタスティック映画祭ノミネート作品
- 栞（2018年10月26日、NexTone） - 山本美咲 役

### 舞台
- ONE　DAY　STAGE 第1回公演「勝利の蛆虫」（演出：志真健太郎、2013年3月8日 - 10日、TACCS117）
- プリンレディ 8回目公演「なんでわたしばっかり」（2013年12月26日 - 29日、西荻窪 遊空間がざびぃ）
- 「ビッグ・マザー」（演出：藤原珠恵、2013年5月29日 - 6月2日、千本桜ホール）
- 青春事情第12回公演「NO GOAL」（2013年7月10日 - 14日、下北沢駅前劇場）
- 青春事情第13回公演「HOME SWEETS HOME」（2014年2月5日 - 11日、中野 ザ・ポケット）
- 青春事情第14回公演「NO　GOAL　-HOMELESS　WORLDCUP-」（2014年6月27日 - 7月1日、下北沢駅前劇場）
- マーリープロジェクト旗揚げ公演「golem、胎児、形なきもの」（作・演出：御笠ノ忠次、2015年7月1日 - 5日、サンモールスタジオ）
- ONE DAY STAGE 第2回公演「最高の食卓」（2015年9月16日 - 20日、TACCS1179）
- 「推定恋愛+ Vol.1」（原作・脚本：森浩美、演出・プロデュース：千代將太、2015年10月1日 - 4日、天現寺・多聞ホール） - 2部『閉園近し』に出演
- 「推定恋愛+ Vol.2」（原作・脚本：森浩美、演出・プロデュース：千代將太、2016年5月25日 - 28日、天現寺・多聞ホール）
- PLAN N 第1回公演「CRANK UP」（2016年6月29日 - 7月3日、シアター風姿花伝）

### コマーシャル
- プレイステーション3「みんなのゴルフ5」（2007年）
- 森永製菓「ウィダーインゼリー」（2007年）
- 静岡銀行（2007年）
- セコム「企業・世界陸上」（2007年）
- 大正製薬「ヴィックス」（2007年）
- エイブル「企業」（2008年）
- 花王「エコナ ドレッシングソース」（2008年）
- アサヒビール「アサヒスーパードライ」（2008年）
- ハウス食品「カレーキャンペーン」（2008年）
- 日本電気「Lavi」（2008年）
- 財団法人海洋博覧会記念公園管理「沖縄美ら海水族館 県外広告」（2008年）
- 日本コカコーラ「からだすこやか茶」（2009年）
- ジョンソン･エンド･ジョンソン「アキュビューオアシス乱視用」（2009年）
- マスプロ電工「デジタルチューナー」（2010年）
- 日本経済新聞 イメージキャラクター（2009年4月 - 2010年3月）
- パナソニックモバイル「P－07A」（2009年4月 - 2010年11月）
- 日本経済新聞 イメージキャラクター（2009年）
- ソニー損害保険 医療保険SURE（2009年 - ）[4]
- 明治製菓（2010年）
- ラウンドワン「ボウリング・結婚篇」（ムービーALL媒体・Web、2010年）
- キャノン中国（ムービーALL媒体、2010年）
- NTTドコモ「サムスン スマートフォン」（ムービーALL媒体・Web、2010年）
- エディオン（TVCF、2010年）
- アサヒビール「ゼロカク」堤真一マスター編・岡田将生バーテンダー編（2012年9月 - 、2クール）
- 日本航空 企業CM（スチールALL媒体・Web、2009年1月1日 - ）
- ソニー損害保険（TVCF・Web・スチールALL媒体・Web、2009年11月9日 - ）
- 日本航空 国際線「新・間隔エコノミー」着いてすぐ全開篇・2015年夏（Web/TVCM、2015年6月15日 - ）
- 花王アタック抗菌EXスーパークリアジェル（TVCM、2015年6月25日 - ）
- パロマ エコジョーズシリーズ BRIGHTS「新しい給湯器がやってきた」篇（TVCM、2020年 - ）[5] - 鳥谷宏之[5]・岡田六花[6]と共演

### ラジオ
- NACK5 MAGICAL SNOWLAND レポーター
- NACK5 NACK ON TOWN レポーター
- NACK5 GOGOMONZ レポーター
- NACK5 Startup Saturday パーソナリティ

### その他
- Mr.Children「I LOVE YOU〜Worlds end」PV（2005年）
- ケツメイシ「旅人」PV（2006年）
- 「THE3名様 渚のダンシングナイト！」DVD（2006年）
- CLIFF EDGE「終わりなき旅 feat.AJ」PV（2009年）
- DVD「片桐はいり4倍速」（2009年）
- スキマスイッチ「パラボラヴァ」（2014年11月19日発売）
- DVD とくお組「DETECTIVE JOE〜新しいタイプの探偵〜」VOL.2　Episode07（2014年1月14日発売）
- 日本航空 機内安全ビデオ ～皆さまの安全のために～[7]（2019年9月1日 - 、JAL機内で離陸前に放映中）